# Тржиште
Тржиште чине сви односи понуде и тражње који се успостављају ради размене роба и услуга у одређено време и на одређеном месту. Понуда је количина одређене робе која се у одређено време, на одређеном месту и по одређеној цени нуди купцима. Тражња је одређена количина новца којом се купује одређена врста робе.
Друштвено економски односи између купаца и продаваца успостављају се на тржишту, путем размене. Значај тржишта расте са развојем робне производње и данас је живот незамислив без тржишта.
Размена је фаза друштвене производње у којој се успостављају односи између привредних субјеката. Роба прелази из руку произвођача у руке потрошача. Појавни облици размене су натурална размена-трампа и робно-новчана размена.

## Дефиниција
У економији, тржиште је координациони механизам који користи цене за пренос информација међу економским субјектима (као што су предузећа, домаћинства и појединци) за регулисање производње и дистрибуције. У свом основном чланку из 1937. „Природа фирме“, Роналд Коуз је написао: „Економиста мисли да је економски систем координиран механизмом цена .... у економској теорији откривамо да је расподела фактора производње између различитих употребе одређена механизам цена“.Стога је употреба механизма цена за пренос информација најважнија карактеристика тржишта. То је за разлику од фирме, за коју је Коуз изјавио, да је „препознатљива марка предузећа надсесија механизма цена“.
Стога, предузећа и тржишта су два супротна облика организовања производње; Кос је написао:
Изван компаније кретање цена усмерава производњу, која се координира низом размењивачких трансакција на тржишту. Унутар компаније ове тржишне трансакције се елиминишу и уместо компликоване тржишне структуре са разменским трансакцијама присутан је предузетник-координатор, који усмерава производњу.
Постоје и други хибридни облици механизама координације, између хијерархијске фирме и тржишта за координацију цена (нпр. Глобални ланци вредности, пословни подухвати, заједничко улагање и стратешка удруживања).
Разлози за постојање фирми или других облика координационих механизама производње и дистрибуције уз тржиште проучавају се у литератури „Теорији компаније”, са различитим потпуним и непотпуним теоријама уговора које покушавају да објасне постојање фирме. Непотпуне теорије уговора које се експлицитно заснивају на ограниченој рационалности доводе до трошкова писања комплетних уговора. Такве теорије укључују: економије трансакционих трошкова Оливера Вилијамсона и теорију резидуалних права Грумсмана, Харта и Мура.
Дихотомија тржишних фирми може се супротставити односу између агената који обављају трансакције. Иако је на тржишту однос краткорочан и ограничен на уговор, у случају фирми и других механизама координације он траје дуже.
У савременом свету многе економске активности се одвијају путем декрета, а не путем тржишта. Лафонтајн и Слајд (2007) процењују, да је САД укупна додата вредност у трансакцијама унутар предузећа једнака укупној додатој вредности свих тржишних трансакција. Слично томе, 80% светске трговине одвија се у оквиру Глобалних ланаца вредности (процена из 2012. године), док је 33% (процена из 1996. године) трговина унутар предузећа. Готово 50% америчког увоза и 30% извоза одвија се унутар фирми. Док су Рајан и Зингалес (1998) открили да у 43 земље две трећине раста додате вредности између 1980-90 долази од повећања величине предузећа.

## Темељне тржишне структуре

### Савршена конкуренција
Савршено конкурентно тржиште је тржиште на којем све компаније производе идентичне производе, а свака је компанија тако мала да њен избор нивоа производње не утиче на целу индустрију. 
Улазак на таква тржишта је лак, ако се укаже прилика за остваривањем профита. Такође, ако почну да губе новац излазак је лак.
Претпоставке савршене конкуренције су:
- преузимање цена,
- хомогеност производа,
- слободан улаз и излаз.

Преузимање цена: На тржишту конкуришу многа предузећа, те се свака компанија за сваки свој производ сусреће с већим бројем директних конкурената. Будући да продаја сваке појединачне компаније чини само мањи део тржишта, њене одлуке немају никаквог утицаја на цене на тржишту. Стога свака компанија преузима тржишне цене као задате. Дакле, на савршено конкурентским тржиштима појединачне компаније су преузиматељи цена.
Преузиматељ цена је компанија која нема никаквог утицаја на тржишне цене, те стога узима тржишне цене као задате.
Хомогеност производа: До преузимања цена најчешће долази на тржиштима где компаније продају идентичне или готово идентичне производе. Кад су производи свих компанија на тржишту савршено замењиви, тј. кад су хомогени, ниједна компанија не може подићи цене свог производа изнад конкуренције а да јој знатно не опадне продаја.
Већина пољопривредних производа је хомогена (кукуруз, пшеница, јечам...), као и  нафта, бензин, сировине попут бакра, жељеза, дрва, памука и слично. Економисти такве хомогене производе називају робама. Све ове робе имају иста својства, те ако се нека компанија одлучи да подигне цену, продаја ће јој опасти.
Слободан улаз и излаз је ситуација у којој не постоје ограничења у виду посебних трошкова који би компанији отежали улаз (излаз) у неку индустрију. Купци могу лако да замене једног добављача другим, а добављачи могу неометано да излазе и улазе на тржиште. Ради се о уласку на тржишта у која придошлица не мора улагати велика средства, тако да јој је и излазак ако почне губити новац лаган.
Будући да је појединачна конкурентна компанија  преузиматељ цена, крива потражње D с којом се суочава дата је равном цртом. Кад се појединачна компанија суочи с водоравном кривом потражње, то значи да може продати додатну јединицу производа без спуштања цена. Додатна јединица производа повећава укупне приходе компаније за износ који је једнак цени. 
Крива потражње (D) с којом се појединачна компанија суочава на конкурентном тржишту представља истовремено компанијину криву просечног и граничног прихода. Уздуж криве потражње, гранични приход, просечни приход и цена имају исте вредности.
Савршено конкурентна компанија треба да изабере ниво производње при коме је гранични трошак једнак цени: MC(q) = MR = P. Услов за максимизовање профита гласи: Гранични приход (MR) је једнак граничном трошку (MC) у тачки у којој крива граничног трошка расте. Цена (P) мора бити једнака или већа од минималног просечног варијабилног трошка (AVC).
Правило о нивоу производње: ако компанија производи, то би требало бити на нивоу на коме је гранични приход једнак граничном трошку. У кратком року предузеће остварује екстрапрофит. Компанија може пословати с краткорочним губитком, јер очекује да ће зарадити профит у будућности кад цена њеног производа порасте или трошак производње падне. У кратком року дозвољава се подузећу да послује и са губитком у висини FC. Све док је тржишна цена P ≥ AVC предузеће треба да настави с производњом.
Правило затварања: компанија треба да затвори погоне кад је цена њеног производа уз ниво производње при коме се максимизује профит мања од просечног економског трошка, односно просечног варијабилног трошка AVC. Да би се максимизовао профит потребно је испунити 2 услова:
1. MR = MC → нужни услов
Како је dTR / dQ = MR, и dTC / dQ = MC
Следи да је: max (TR-TC) у тачки (Q) где је MR = MC
Образац MC = MR има опште значење у подручју максимализације профита и примењује се при одређивању тачке равнотеже у свим тржишним стањима.
2. (нагиб ) < (нагиб MC) → дозвољен услов
- Ако је  укупни се профит није максимизовао и предузећу се исплати да повећа производњу
- Ако је  ниво укупног профита се смањује и подузећу се исплати да смањи производњу
- Ако је MC = MR краткорочни се профити максимизују.

Како је у савршеној конкуренцији гранични приход MR једна цени P, то значи да ће предузеће максимизовати профит при оној количини производње код које су гранични трошкови једнаки цени MC = P
Услов максимизације профита конкурентног предузећа у дугом року:
, у делу где LRMC расте

- У дугом року нема фиксних чинилаца производње → те нема ни фиксних трошкова.
- У дугом року, сви су трошкови варијабилни → предузеће може све производне инпуте прилагођавати захтевима производње.
- Ради повећања аутпута, предузеће проширује своје капацитете и запошљава више производних чинитеља.

У дугом року ниво производње конкурентне компаније која максимизује профит требала би се налазити у тачки у којој су дугорочни гранични трошкови (LRMC) једнаки цени (P).
За разлику од кратког рока, у дугом року подузеће не остварује екстра профит, већ само нормалан профит:
- због слободног уласка/изласка из гране, подузећа привучена екстра профитом улазе у грану
- крива агрегатне понуде помиче се удесно, што узрокује пад цена на тржишту
- пад цене поступно смањује екстра профит и своди га на ниво нормалног профита.

Уз претпоставку задовољења услова максимизације профита конкурентног подузећа дугог рока (p = LRMC; p≥LRATC):
- равнотежа предузећа дугог рока уједно је и равнотежа кратког рока:

- равнотежа предузећа је и најнижа тачка криве LRATC, што значи да нема расипања ресурса
- равнотежа предузећа је и оптимални ниво производње дугог рока (економија/дисекономија количине)

## Несавршена (непотпуна) конкуренција
Непотпуна конкуренција је такво стање на тржишту у којем постоји један или више субјект који могу утицати на формирање цена и количина које се нуде или траже. Поледице тог стања су:
- превисоке цене
- мања потрошња
- високи трошкови
- мања ефикасност

Тржиште непотпуне конкуренције је оно где:
- Постоји могућност да цене одређују како понуда тако и потражња. Претпоставка те могућности је ограничени број привредних субјеката.
- Привредни субјекти на тржишту несавршене конкуренције су формирачи цена. У својој пословној политици се руководе одређивањем цена и количина.
- Постоји већа или мања ограниченост уласка и изласка других привредних субјеката у грану.
- За разлику од савршено конкурентних подузећа чија је крива потражње водоравна крива потражње подузећа у непотпуној конкуренцији је негативног нагиба.

У непотпуној конкуренцији постоји снажна државна интервенција у економске процесе. Држава може потицати потпуну конкуренцију помоћу противмонополистчког законодавства.

### Врсте несавршене конкуренције

#### Монопол
Облик несавршене конкуренције где целокупну понуду контролише само једно подузеће.
Јавља се у производњи оних добара и услуга који немају својих супститута.
Јавља се у оним привредним гранама у којима је улазак конкурентима веома отежан или онемогућен.

#### Извор монополске моћи
До појаве монопола могу довести бројни разлози:
- Надзор над сировинама – чест случај у неким гранама индустрије. Тако, предузеће које има надзор над неком рудом, нпр бокситом, може постати монополиста у производњи алуминијума.
- Власништво над патентима – подузеће које има патент за производњу, нпр. специфичних машина, може постати једини произвођач тих добара
- Политика цена – често, подузеће које прво започне с производњом неког добра, вођењем политике цена онемогућује конкуренте и постаје монополиста
- Природни монопол – природни монопол имају подузећа чији AC снажно падају с повећањем производње због велике економије опсега, те такво предузеће може да производи укупну производњу гране делотворније него што би то учинила многа подузећа заједно. То је чест пример у дистрибуцији